# Pigeon River 13A
Pigeon River 13A est une réserve indienne de la Première Nation de Berens River au Manitoba au Canada.

## Géographie
Pigeon River 13A est située à l'est du lac Winnipeg le long de la rivière Pigeon au sud de la rivière Berens au Manitoba. La réserve couvre une superficie de 344,8 hectares.

## Annexe